# Laguna Oquevix
Laguna Oquevix är en sjö i Guatemala.   Den ligger i departementet Petén, i den norra delen av landet, 240 km norr om huvudstaden Guatemala City. Laguna Oquevix ligger 150 meter över havet. Arean är 0,75 kvadratkilometer. Omgivningarna runt Laguna Oquevix är en mosaik av jordbruksmark och naturlig växtlighet. Den sträcker sig 1,0 kilometer i nord-sydlig riktning, och 1,8 kilometer i öst-västlig riktning.